# Lille O.S.C.
LOSC Lille Métropole (ponzatiji pod skraćenicama Lille OSC, LOSC Lille ili jednostavno Lille) je profesionalni francuski nogometni klub iz Lillea. Klub je osnovan 1944. godine nakon spajanja dva kluba: Olympique Lillois i SC Fives, a trenutačno igra u Ligue 1. Svoje domaće utakmice Lille igra na stadionu Lille-Metropole u obližnjem Villeneuve-d'Ascq. Godine 2012. klub se preselio u novi objekt, novi stadion naziva Stade Pierre-Mauroy.  
Lille je osnovan nakon spajanja klubova Olympique Lillois i SC Fives. Oba kluba bili su klubovi osnivači profesionalne francuske nogometne lige, a Lillois je bio njezin prvi prvak. Lille je do danas osvojio tri naslova prvaka Ligue 1 (1946., 1954. i 2011. godine) i šest francuskih kupova (čime se nalazi na četvrtom mjestu najuspješnijih klubova). Lille i Red Star FC su jedini francuski klubovi koji su osvojili natjecanje francuskog kupa tri sezone za redom. Lille je trenutni prvak francuskog kupa (u finalu 2011. godine pobijedio je Paris Saint-Germain rezultatom 1-0). To je ujedno bio prvi naslov francuskog kupa kojeg je Lille osvojio nakon davne 1955. godine. Najuspješniji rezultatski period Lillea bilo je razdoblje između 1946. i 1956. godine kada su klub vodili treneri George Berry i André Cheuva. Osim što je osvojio francuski kup, 2011. godine Lille je također osvojio i naslov prvaka Ligue 1.
Dugogodišnji i najveći rival Lillea je Lens. Dva kluba redovito igraju tzv. Derby du Nord (u slobodnom prijevodu "derbi sjevera"). Predsjednik nogometnog kluba Lille je Gérard Lopez, luksemburško-španjolski biznismen. Lopez je kupio dionice kluba u listopadu 2016. godine te je preuzeo većinsku kontrolu nad klubom.

## Povijest
Klub je nastao 1944. godine spajanjem klubova Olympique Lillois (osnovanog 1902. godine) i SC Fives (osnovanog 1901. godine). Kao samostalan klub, do sada su dva puta osvajali naslov prvaka Ligue 1, pet puta Francuski kup, a u europskim natjecanjima najveći uspjeh im je igranje u osmini finala Lige prvaka sezone 2006./07., te pobjeda u završnom kolu Intertoto kupa 2004. godine. Svoje domaće utakmice privremeno igraju na stadionu Lille-Metropole u obližnjem Villeneuve-d'Ascqu. Budući da taj stadion ne zadovoljava UEFA-ine kriterije, svoje europske utakmice prisiljeni su igrati na drugim stadionima. Godine 2010. planira se preseljenje na novi stadion Borne de l'Espoir, koji je trenutačno u izgradnji. Boje kluba su plava i crvena, a najveći rival im je Lens, s kojim igraju tzv. Derby du Nord ("derbi sjevera"), jer su to dva najuspješnija kluba sjeverne Francuske.

## Stadion
Lille je započeo svoje domaće utakmice igrati na stadionu Henri Jooris. Prije toga stadion je koristio klub Olympique Lillois, a nakon spajanja klubova postao je Lillovo domaće igralište. Stadion je dobio ime preme Henriju Joorisu, predsjedniku Olympique Lilloisa od 1910. do 1932. godine. Godine 1974. Lille je preselio na netom završeni stadion Grimonprez Jooris. Stadion je otvoren 28. listopada 1975. godine, a prvu utakmicu Lille je odigrao protiv nizozemskog kluba Feyenoorda. Godine 2003. službeno je objavljeno od strane kluba i grada Lillea da će prostor na kojem se nalazi stadion Grimonprez Jooris poslužiti kao mjesto na kojem će se sagraditi novi stadion. Zbog toga se Lille preselio na stadion Lille-Metropole u obližnjem Villeneuve-d'Ascq. Budući stadion ne zadovoljava UEFA-ine standarde, Lille je svoje domaće utakmice u europskim nogometnim natjecanjima igrao na stadionu Félix Bollaert u Lensu te na Stade de France u Saint-Denisu. 
Zbog nekoliko administrativnih i političkih odluka, građenje novog stadiona je zapelo i 2005. godine ukinuto. Međutim, udruga za razvoj grada Lillea kasnije je pristala financirati uništavanje stadiona Grimonprez Joorisa što je službeno započelo 22. ožujka 2010. godine. 2006. godine grad Lille je pristao financijski sudjelovati u izgradnji novog stadiona Stade Lille Métropole. Stadion će biti dovršen 2012. godine, a trenutno se nalazi i na popisu stadiona domaćina Europskog nogometnog prvenstva 2016. godine.
Povijest stadiona
- Stade Henri Jooris (1944. – 1974.)
- Stade Grimonprez Jooris (1974. – 2004.)
- Stade Lille-Metropole (2004. – 2012.)
- Grand Stade Lille Métropole (2012.–)

## Klupski uspjesi

### Domaći uspjesi
Ligue 1:
- Prvak (4): 1945./46., 1953./54., 2010./11., 2020./21.
- Drugi (6): 1947./48., 1948./49., 1949./50., 1950./51., 2004./05., 2018./19.

Ligue 2:
- Prvak (4): 1963./64., 1973./74., 1977./78., 1999./00.

Coupe de France:
- Osvajač (6): 1945./46., 1946./47., 1947./48., 1952./53., 1954./55., 2010./11.
- Finalist (2): 1944./45., 1948./49.

Coupe de la Ligue:
- Finalist (1): 2015./16.

Trophée des Champions:
- Osvajač (1): 2021.
- Finalist (2): 1955., 2011.

Coupe Charles Drago:
- Finalist (2): 1954., 1956.

### Međunarodni uspjesi
Intertoto kup:
- Pobjednik skupine (1): 2004.

Latinski kup:
- Finalist (1): 1951.

## Menadžment i klupsko osoblje
Lille Olympique Sporting Club Lille Métropole
- Predsjednik: Gérard Lopez
- Savjetnik predsjednika: Jean-Michel Van Damme
- Zamjenik direktora: Marc Ingla
- Asistenti zamjenika direktora: Patrice Beaumelle

Klupsko osoblje seniorskog tima
- Direktor za administracije: Ilir Ribery
- Sportski direktor: Suejb Rakipi
- Direktor financija: Reynald Berghe
- Direktor za komunikacije: Aurélien Delespierre
- Direktor za operacije: Didier de Climmer
- Direktor marketinga: Guillaume Gallo

Trenersko i medicinsko osoblje
- Trener: Christophe Galtier
- Direktor za regrutacije: Jean-Luc Buisine
- Doktor: Franck Legall
- Voditelj akademije: Jean-Michel Van Damme

## Bivši treneri
Bivši treneri kluba uključuju Georgesa Heylensa (1984. – 1989.), bivšeg Belgijskog igrača; zatim Jacquesa Santinija (1989. – 1992.) koji je bio izbornik francuske nogometne reprezentacije između 2002. i 2004. godine; zatim Bruna Metsua (1992. – 1993.) koji je bio izbornik senegalske nogometne reprezentacije na svjetskom prvenstvu 2002. godine; Pierrea Mankowskog (1993. – 1994.) bivši asistent trenera francuske nogometne reprezentacije te Vahida Halilhodžića (1998. – 2002.) za kojeg se smatra da je "oživio" klub u kasnim 90-tim godinama prošlog stoljeća.
Rudi Garcia, koji je bio igrač Lillea između 1980. i 1988. godine, zamijenio je na klupi Claudea Puela na početku sezone 2008. godine. Puel je vodio Lille od 2002. godine. Zahvaljujući uspjesima koje je postigao s klubom, Puel je dobio mnoge dobre ponude među kojima su bile one iz Porta za nasljeđivanje Josea Mourinha na njihovoj klupi te iz Lyona za nasljeđivanje Alaina Perrina. Puel se nakon šest sezona provedenih u Lilleu odlučio za prelazak u Lyon. 
Slijedi popis bivših trenera Lillea:
| - Georges Berry 1944. – 1946. - André Cheuva 1946. – 1959. - Jacques Delepaut 1959. - Jules Vandooren 1959. – 1961. - Jean Baratte 1961. – 1962. - Guy Poitevin 1962. – 1963. - Jules Bigot 1963. – 1966. - Jean-Charles Van Gool 1966. - Daniel Langrand 1966. – 1969. - Joseph Jedrejak 1969. – 1970. - René Gardien 1970. – 1973. - Georges Peyroche 1973. – 1976. - Charles Samoy 1976. – 1977. | - José Arribas 1977. – 1982. - Arnaud Dos Santos 1982. – 1984. - Georges Heylens 1984. – 1989. - Jacques Santini 1989. – 1992. - Bruno Metsu 1992. – 1993. - Henryk Kasperczak 1993. - Pierre Mankowski 1993. – 1994. - Jean Fernandez 1994. – 1995. - Jean-Michel Cavalli 1995. – 1997. - Hervé Gauthier i Charles Samoy 1997. - Thierry Froger 1997. – 1998. - Vahid Halilhodžić 1998. – 2002. - Claude Puel 2002. – 2008. | - Rudi Garcia 2008. – 2013. - René Girard 2013. – 2015. - Hervé Renard 2015. - Frédéric Antonetti 2015. – 2016. - Patrick Collot 2016. – 2017. - Franck Passi 2017. - Marcelo Bielsa 2017. |

## Poznati bivši igrači
| - Éric Abidal - Stephane Adam - Jocelyn Angloma - Jean Baratte - Philippe Bergeroo - Mathieu Bodmer - Djezon Boutoille - Bruno Cheyrou - Benoit Cheyrou - Pascal Cygan - Matthieu Delpierre - Jean-François Domergue - Yvon Douis - Bernard Lama - Bernard Pardo - Benjamin Pavard - Christian Perez - Pierre Pleimelding - Charly Samoy - Antoine Sibierski - Amara Simba | - Gérard Soler - Marceau Sommerlynck - Arnaud Souquet - André Strappe - Jean Vincent - Grégory Wimbée - Edwin Murati - Éric Assadourian - Frank Farina - Mile Sterjovski - Philippe Desmet - Eden Hazard - Erwin Vandenbergh - Stéphane van der Heyden - Kevin Mirallas - Boro Primorac - Vladimir Manchev - Gaston Mobati - Jean Makoun - Per Frandsen - Jakob Friis-Hansen - Michael Mio Nielsen | - Kim Vilfort - Mikkel Beck - Marius Baciu - Abédi Pelé - Efstathios Tavlaridis - Souleymane Youla - Géza Mészöly - Salaheddine Bassir - Patrick Kluivert - Peter Odemwingie - Kader Keita - Milenko Ačimovič - Slavoljub Muslin - Žarko Olarević - Dušan Savić - Kennet Andersson - Daniel Gygax - Stephan Lichtsteiner - Engin Verel |

## Vanjske poveznice
- Službena stranica (fr.)